# Montagne d'Aurouze
 (août 2019).
Si vous disposez d'ouvrages ou d'articles de référence ou si vous connaissez des sites web de qualité traitant du thème abordé ici, merci de compléter l'article en donnant les références utiles à sa vérifiabilité et en les liant à la section « Notes et références ».

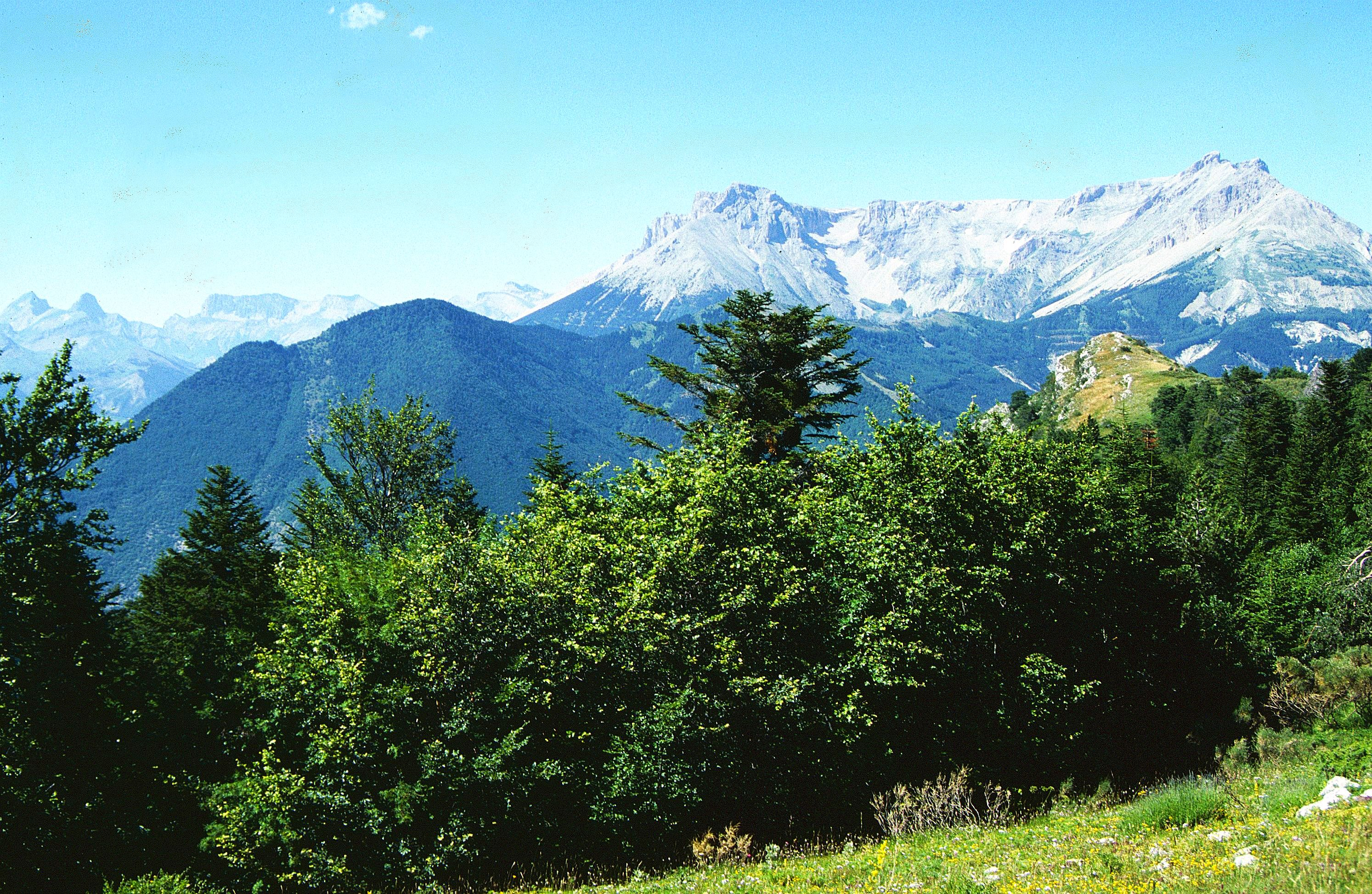
Vue sur la montagne d'Aurouze et son point culminant, le pic de Bure (à droite).

La montagne d'Aurouze est un chaînon montagneux du massif du Dévoluy situé dans le département des Hautes-Alpes.
Cette montagne se caractérise par un vaste plateau calcaire, dit plateau de Bure, à 2 500 mètres d'altitude sur plus de 3 kilomètres de long, culminant à son extrémité orientale au pic de Bure (2 709 mètres).

## Géographie
La montagne d'Aurouze constitue la frontière naturelle entre les vallées du Petit Buëch et de la Souloise et limite au sud la région naturelle du Dévoluy.
Comme l'ensemble du massif du Dévoluy, la montagne d'Aurouze est de roche calcaire, typique des Préalpes.

## Plateau
Le plateau de Bure abrite un observatoire astronomique, l'interféromètre de l'IRAM.

## Activités

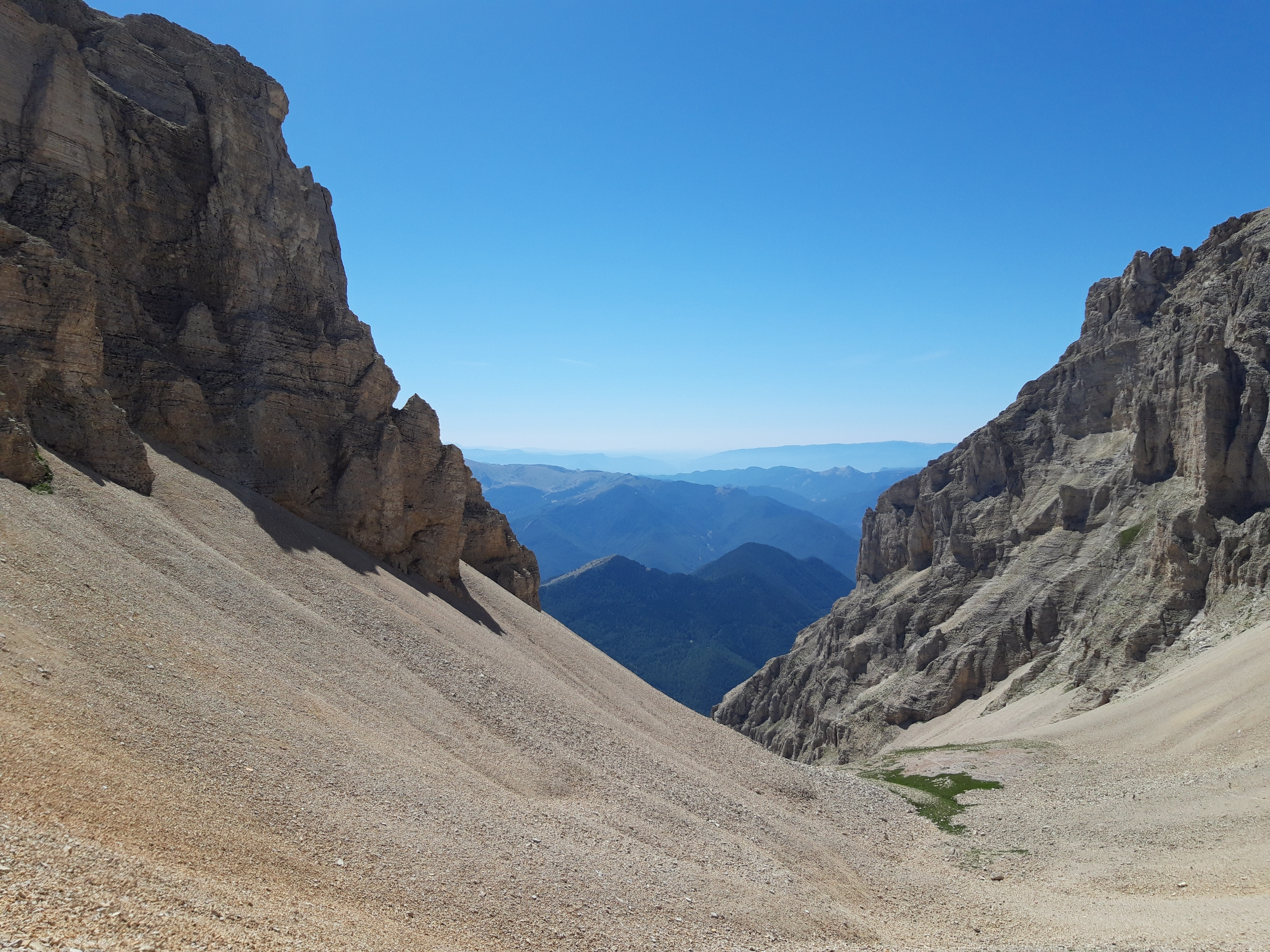
Vue de la partie supérieure de la combe de Mai.

Le plateau et le pic de Bure sont accessibles en randonnée via :
- la combe d'Aurouze depuis les Sauvas (Montmaur), voie normale ;
- la combe de Mai depuis les Sauvas (Montmaur) ;
- la combe de la Cluse depuis La Cluse, hors sentier ;
- le vallon Pierra depuis les stations de sports d'hiver de La Joue du Loup ou SuperDévoluy ;
- la combe Ratin depuis l'Enclus (Saint-Étienne-en-Dévoluy).